# Sulzburg
Sulzburg är en stad i Landkreis Breisgau-Hochschwarzwald i regionen Südlicher Oberrhein i Regierungsbezirk Freiburg i förbundslandet Baden-Württemberg i Tyskland.

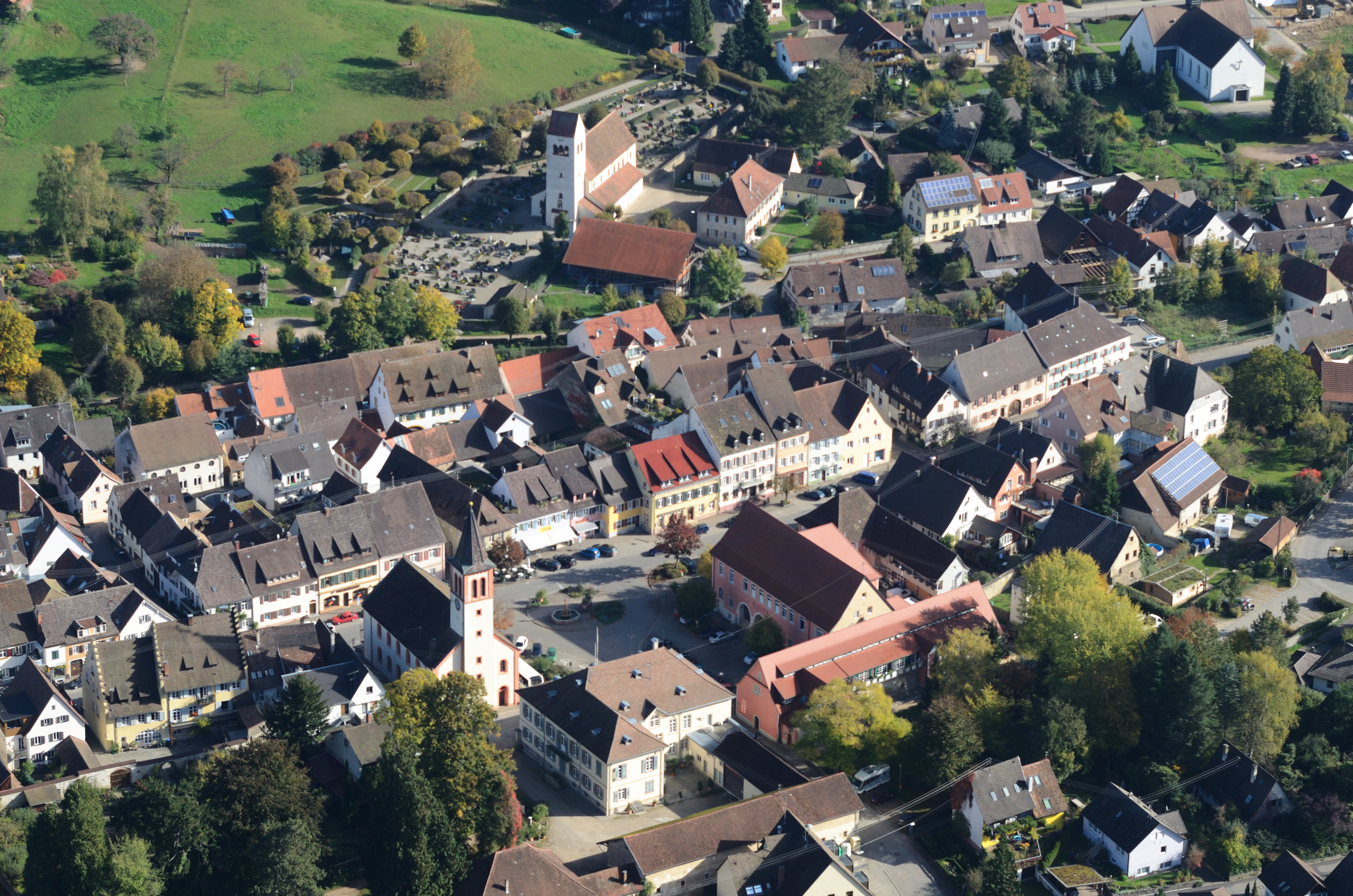

Den tidigare kommunen Vögisheim uppgick i Sulzburg 1 januari 1970 och Zunzingen 1 april 1972.
Staden ingår i kommunalförbundet Müllheim-Badenweiler tillsammans med staden Müllheim samt kommunerna Auggen, Badenweiler och Buggingen.